# Hästtjärnen, Hälsingland
Hästtjärnen är en sjö i Ljusdals kommun i Hälsingland och ingår i Ljusnans huvudavrinningsområde.